# ISO/IEC 27032
La norma ISO/IEC 27032 "Information technology — Security techniques — Guidelines for cybersecurity", in italiano "Tecnologia dell'informazione — Tecniche di sicurezza — Linee guida per la sicurezza informatica (Cyber security)", è una norma internazionale che fornisce indicazioni per migliorare lo stato di sicurezza informatica, tracciando gli aspetti unici di tale attività e le sue dipendenze da altri domini di sicurezza, in particolare: informazioni di sicurezza, sicurezza della rete, sicurezza internet, e protezione dell'infrastruttura di informazioni critiche (CIIP). Copre le pratiche di sicurezza di base per le parti interessate nel cyberspazio.
Questo standard internazionale prevede: una panoramica di Cybersecurity, una spiegazione della relazione tra Cybersecurity e altri tipi di sicurezza, una definizione delle parti interessate e una descrizione dei loro ruoli in Cybersecurity, guida per affrontare problemi comuni di Cybersecurity, e un quadro per consentire alle parti interessate di collaborare alla risoluzione dei problemi di sicurezza informatica.

## Storia
La ISO/IEC 27032 è stata sviluppata dall'ISO/IEC JTC1/SC 27  IT Security techniques, ed è stata pubblicata per la prima volta nel luglio 2012.
L'ISO/IEC JTC1/SC27 è stato costituito nell'anno 1989.

## Principali requisiti della norma
La ISO/IEC 27032 adotta uno schema in 5 capitoli nella seguente suddivisione:
1. Scopo
2. Applicabilità
3. Norme di riferimento
4. Termini e definizioni
5. Termini abbreviati
6. Panoramica
7. Parti Interessate (Stakeholder) nel Cyberspazio
8. Attività nel Cyberspazio
9. Minacce contro la sicurezza del Cyberspazio
10. Ruoli delle Parti Interessate in Cybersecurity
11. Linee guida per le Parti Interessate
12. Controlli di Cybersecurity
13. Quadro di condivisione e coordinamento delle informazioni